# سو ناکاگاوا
سو ناکاگاوا (انگلیسی: So Nakagawa؛ زادهٔ ۱ ژوئن ۱۹۹۹) بازیکن فوتبال اهل ژاپن است.
از باشگاه‌هایی که در آن بازی کرده‌است می‌توان به باشگاه فوتبال کاشیوا ریسول اشاره کرد.